# Rhodanthidium
Rhodanthidium is een geslacht van vliesvleugelige insecten van de familie Megachilidae.

## Soorten
- R. aculeatum (Klug, 1832)
- R. acuminatum (Mocsáry, 1884)
- R. buteum (Warncke, 1980)
- R. caturigense (Giraud, 1863)
- R. ducale (Morawitz, 1875)
- R. exsectum (Pasteels, 1969)
- R. glasunovii (Morawitz, 1894)
- R. hissarense (Mavromoustakis, 1939)
- R. infuscatum (Erichson, 1835)
- R. jerusalemicum (Mavromoustakis, 1938)
- R. pyrenaeum (Alfken, 1927)
- R. septemdentatum (Latreille, 1809)
- R. siculum (Spinola, 1838)
- R. sticticum (Fabricius, 1787)
- R. superbum (Radoszkowski, 1876)